# Pidstawky (obwód czerkaski)
Pidstawky (ukr. Підставки) – wieś na Ukrainie, w obwodzie czerkaskim, w rejonie złotonoskim, w hromadzie Helmiaziw. W 2001 liczyła 644 mieszkańców.